# Finland i olympiska sommarspelen 1912

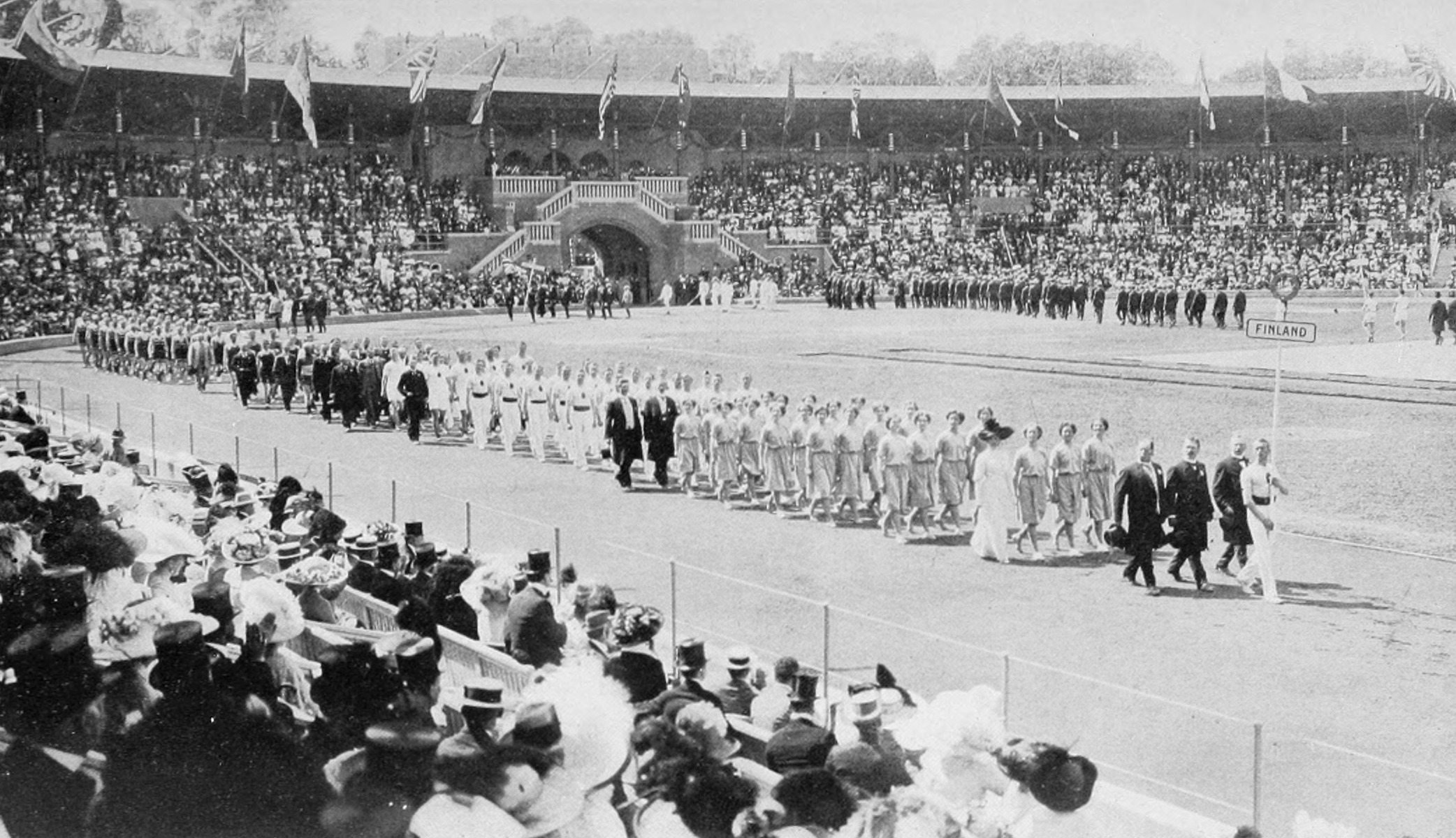
Finlands trupp vid invigningen.

Finland i olympiska sommarspelen 1912 i Stockholm är känd som "solskensolympiaden" då Finland "löptes in på världskartan". Finland placerade sig på fjärde plats i medaljligan efter USA, Sverige och Storbritannien.

## Inbjudan
Inbjudan att delta i OS 1912 i Stockholm hade skickats i november 1910. Den hade avfattats genom Internationella olympiska kommitténs (CIO) försorg i Paris. Man följde där riktlinjer som hade upprättats vid Internationella olympiska kommitténs kongress i Haag 1907, där man hade definierat begreppet "idrottsnation". Därför hade Finland kunnat delta redan i spelen i London som just "idrottsnation" (eftersom landet var ett storfurstendöme i Ryssland). Finland hade även en representant i CIO, Reinhold Felix von Willebrand, Finlands "idrottsdiplomat".

## Diplomatiska spelet

Rysslands flagga

Vid utsändandet av inbjudningarna hade man inte tillämpat någon rangordning mellan länderna. Detta föranledde protester. Rysslands utrikesministerium behandlade frågan 1911. Detta speglar allmän inställning till Finland. Utländska kontakter kunde inte ske utan samråd med ryssarna. Flaggan och nationella symboler samt placeringen av Finlands trupp vid spelens invigning var också tunga punkter på dagordningen som måste behandlas. Rysslands suveränitet över Finland måste komma till uttryck och bli särskilt understruken. Separatistiska tendenser fick ej bli manifesta. Ryssarna sökte påverka Pierre de Coubertin och skapa opinion mot Finlands medverkan som "idrottsnation". de Coubertin ogillade politisk inblandning och ansåg Internationella olympiska kommitténs självständighet hotat. Men det blev Sveriges UD tillsammans med Ryssland som avgjorde villkoren för Finlands deltagande. 
Sverige som var värdland måste verka med försiktighet för att undvika diplomatiska friktioner. Sverige formulerade ett utkast till förslag om reglering av Finlands deltagande. Finlands fick delta med egen trupp, men inmarschera efter Ryssland (ej i alfabetisk ordning) under en speciell skylt med texten "Finland". Detta var ett avvikande från principen om fullständigt deltagande. Det var en kompromiss. Samma överenskommelse skedde med Österrike.

## Spelen

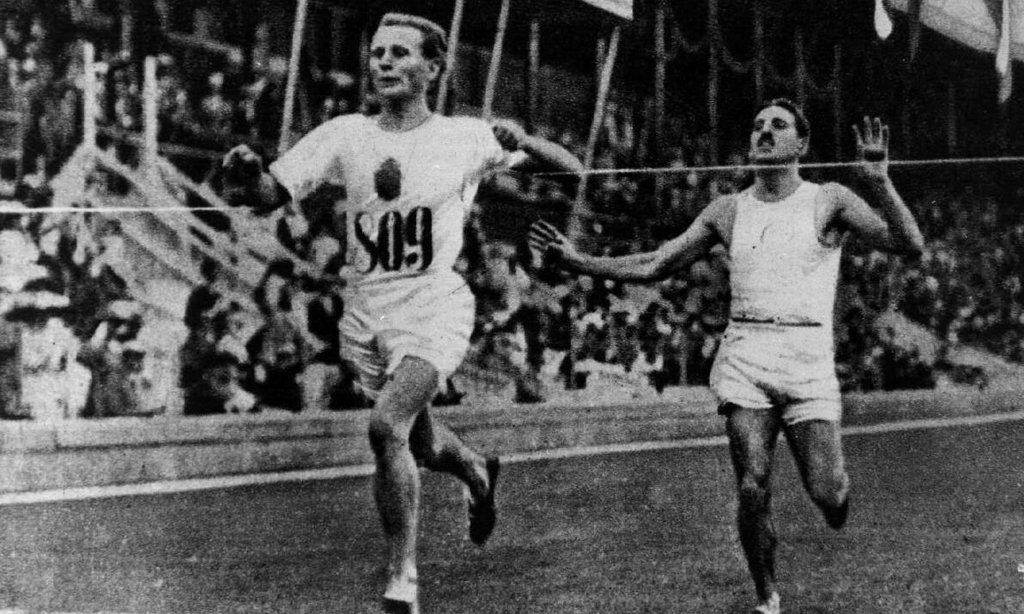
Hannes Kolehmainen, "the smiling Finn", segrar över Jean Bouin i 5 000 meter. Här löps så att säga Finland in på världskartan.

Finlands idrottsmän hade presterat sina rekordresultat nästan uteslutande i Finland. Nu fanns 16 finska journalister närvarande för att referera OS. Finlands ställde upp med en trupp på 204 man. Spelen öppnades den 6 juli 1912. Den finska truppen marscherade in bakom en skylt med texten "Finland" men även en föreningsfana. Efter ryska protester avlägsnades fanan. Den finska truppen möttes av ett kraftigt bifall på Stockholms Stadion. Ryssarna tolkade in en antirysk demonstration i det hela och politiska motiv.
Proceduren när resultaten skulle delges publiken var en fråga i sig. När Finland exempelvis vann över Ryssland i fotbollens kvalificeringsrond hissades den ryska flaggan och skynket med texten "Finland segrade". När Juho Saaristo hade vunnit i spjutkastning hissades vimpeln med texten "Finland". Vid skyttetävlingarna hade man hissat en rödgul flagga ovanför den ryska flaggan. Därför gav utrikesministern Albert Ehrensvärd d.y. den 8 juli en skarp uppmaning till Viktor Balck att sörja för att Finland rättade sig efter överenskomna villkor. 
Hannes Kolehmainens seger den 8 juli i 10 000 meter resulterade i att ryska flaggan hissades och därunder en finsk vimpel. Detta förfaringssätt fullföljdes därefter. När Finlands vann i spjut hissades alltså tre ryska flaggor och därunder tre finska vimplar. Detta väckte stor uppmärksamhet.
Finland placerade sig alltså på fjärde plats medan Ryssland återfanns på tredje plats från slutet räknat. OS 1912 väckte en idrottslig självmedvetenhet inom Finlands befolkning. På svenskt håll beklagade man att Sverige och Finland ofta kom att kämpa om segern i samma grenar. Ryssland ansåg att Finland hade utnyttjat OS för att politisera. Man spårade russofobi på många ställen, visselkonserter, intermezzon på Stockholms gator, valet av marschmusik.

## Medaljer

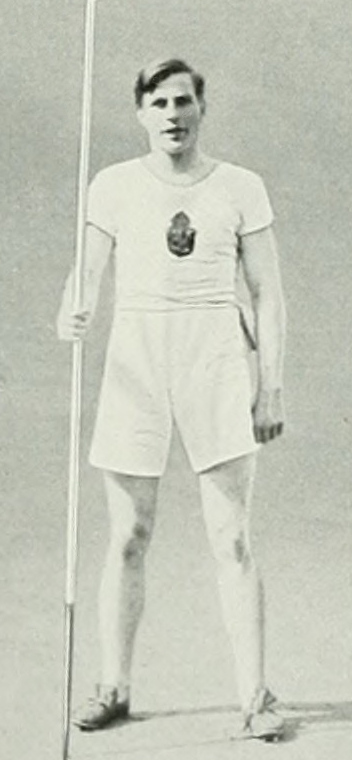
Juho Saaristo

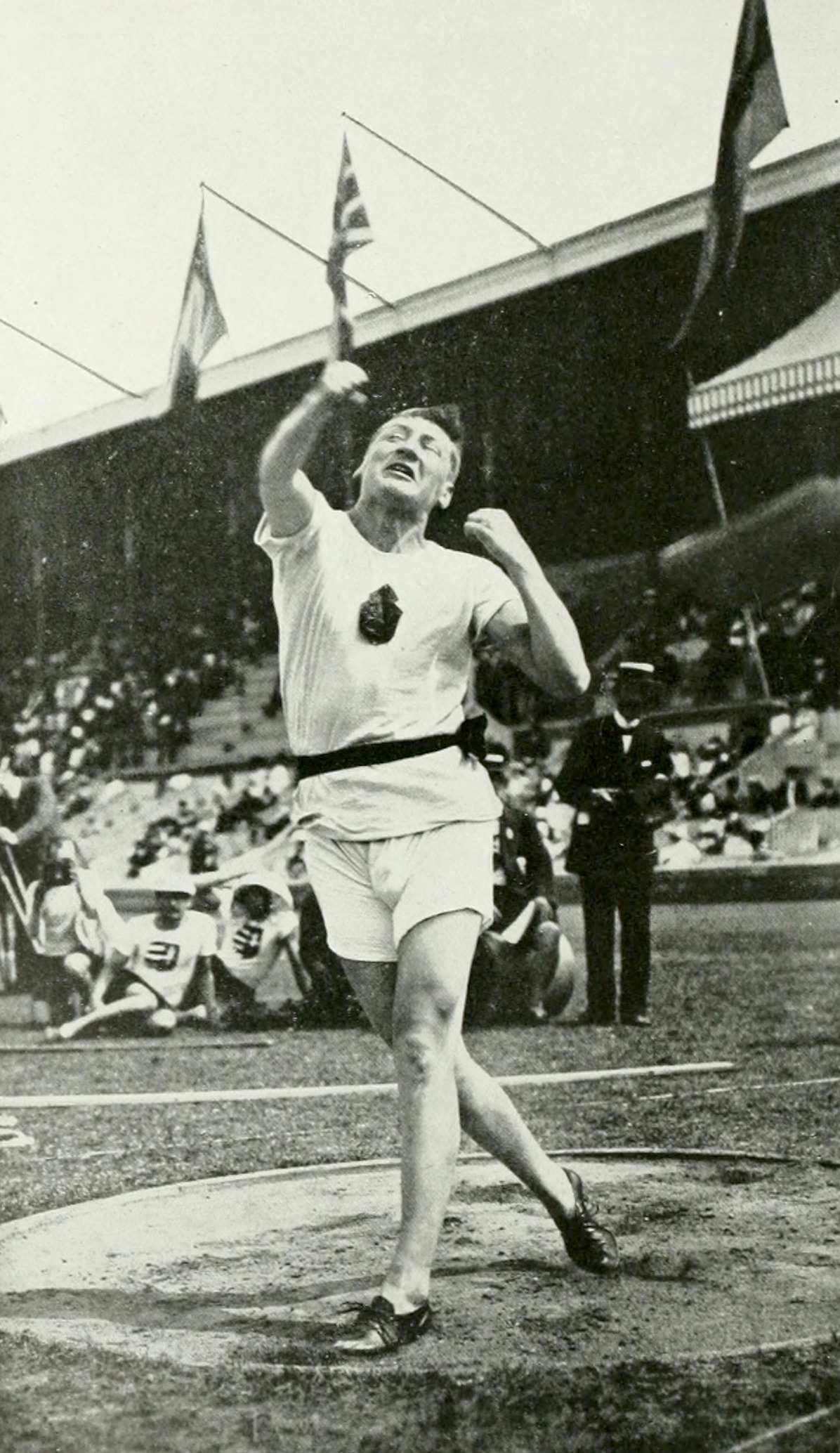
Armas Taipale

|         | Guld | Silver | Brons | Total |
| ------- | ---- | ------ | ----- | ----- |
| FINLAND | 9    | 8      | 9     | 26    |

### Guld
- Hannes Kolehmainen 3 (5 000 meter, 10 000 meter, terränglöpning)
- Armas Taipale 2 (Diskus, Diskus - tvåhänt)
- Juho Saaristo (Spjut - tvåhänt)
- Kaarlo Koskelo (Grekisk-romersk brottning 60 kg)
- Emil Väre (Grekisk-romersk brottning 67,5 kg)
- Yrjö Saarela (Grekisk-romersk brottning över 82,5 kg)

### Silver
- Hannes Kolehmainen, Jalmari Eskola, Albin Stenroos (Terräng lag)
- Elmer Niklander (Diskus - tvåhänt)
- Juho Saaristo (Spjut)
- Väinö Siikaniemi (Spjut - tvåhänt)
- Ivar Böhling (Grekisk-romersk brottning 82,5 kg)
- Johan F. Olin (Grekisk-romersk brottning över 82,5 kg)
- Harry Wahl, Waldemar Björkstén, Jacob Carl Björnström, Bror Brenner, Allan Franck, Erik Lindh, Aarne Pekkalainen (Segling - 10 m-klassen)
- Kaarle Ekholm, Eino Forsström, Eero Hyvärinen, Mikko Hyvärinen, Tauno Ilmoniemi, Ilmari Keinänen, Jalmari Kivenheimo, Karl Lund, Aarne Pelkonen, Aarne Pelkonen, Ilmari Pernaja, Arvid Rydman, Eino Saastamoinen, Aarne Salovaara, Heikki Sammallahti, Hannes Sirola, Klaus Uuno Suomela, Lauri Tanner, Väinö Tiiri, Kaarlo Vasama, Kaarlo Vähämäki (Gruppgymnastik - fri formation)

### Brons
- Albin Stenroos (10 000 meter)
- Elmer Niklander (Spjut - tvåhänt)
- Urho Peltonen (Spjut - tvåhänt)
- Otto Lasanen (Grekisk-romersk brottning 60 kg)
- Alpo Asikainen (Grekisk-romersk brottning 75 kg)
- Bertil Tallberg, Gunnar Tallberg, Arthur Ahnger, Emil Lindh, Georg Westling (Segling - 8 m-klassen)
- Ernst Krogius, Max Alfthan, Erik Hartwall, Jarl Hulldén, Sigurd Juslén, Eino Sandelin, John Silén (Segling - 12 m-klassen)
- Nestori Toivonen (Älgskytte)
- Nestori Toivonen, Iivo Väänänen, Axel Fredrik Londén, Ernst Rosenqvist (Älgskytte - lag)